# A 3 testőr
A 3 testőr (hollandul: 3 Musketiers) musical id. Alexandre Dumas A három testőr című regénye nyomán.

## Cselekménye
|  | Alább a cselekmény részletei következnek! |

Franciaországban játszódik, XIII. Lajos uralkodásának idején, a cselszövések világában. Nyom nélkül tűnnek el katonák, polgárok, udvaroncok; csak azért, mert keresztezték Richelieu bíboros útját.
Athos, Porthos, Aramis – és d'Artagnan, a történet négy főszereplője, elhatározza, hogy bármi áron szolgálni fogja imádott királynőjüket, Annát. Richelieu a királynő megbuktatásán dolgozik, de a négy lovaggal nem számol.
Kihagyhatatlan szereplő még a félszemű bérenc, Rochfort; a szépséges és ártatlan hölgy, Constance és a gonosz Milady.

## Bemutatók

### Margitszigeti Szabadtéri Színpad
A Budapest Kongresszusi Központban 2006. október 13-án mutatták be a darabot, Balatoni Mónika rendezte, majd az ország több pontján is láthatta a közönség.
Színészek:
- Richelieu bíboros - Gazdag Tibor, Feke Pál, Szomor György
- Athos - Oberfrank Pál, Tokaji Csaba
- Porthos - Urmai Gábor, Cservenák Vilmos
- Aramis - Magócs Ottó, Arany Tamás, Szatmári Attila
- D'Artagnan - Magyar Bálint, Bot Gábor
- Királyné - Benkő Nóra, Borbás Erika, Pflum Orsi
- Rochefort - Rékasi Károly, Crespo Rodrigo
- Constance - Füredi Nikolett, Nyári Szilvia
- Milady - Détár Enikő, Keresztes Ildikó
- Buckingham - Kautzky Armand, Czvetkó Sándor
- Király - Turek Miklós, Hajtó Aurél
- Lakáj, komédiás - Jegercsik Csaba, Farkas Gábor, Kelemen István
- Női kórus - Haratik Edina, Réder Nóra, Vadász Alexa, Papp Orsolya Júlia, Egyed Zsuzsa, Kiss Szilvia, Táncsits Maja
- Férfi kórus - Szrapkó Nándor, Kiss Gábor, Matus Gábor, Győri Csaba, Lőrincz Levente, Tapolcsányi András
- Kaszkadőrök: Bagosi László,Dömsödi Máté, Szántó György, Szántó Zoltán,Labanics Péter

Közreműködők:
- Díszlettervező: Szatmári Balázs
- Jelmeztervező: Bozóki Mara
- Világításterv: Ferenczy Károly
- Korrepetitorok: Cseh Dalma, Hajnóczy Zsuzsa
- Hangmérnök: Görgényi Gyula
- Vívás: Pintér Tamás
- Koreográfus: Seress Attila
- Koreográfus-asszisztens: Dóka Judit